# HPGL
HPGL (иногда пишут HP-GL) является основным языком управления принтерами, используемым плоттерами Hewlett-Packard. Его название представляет собой аббревиатуру Hewlett-Packard Graphics Language. В данный момент он является стандартным почти для всех плоттеров. Принтеры Hewlett-Packard, как правило, также поддерживают HPGL наравне с PCL.

## Описание некоторых команд языка
Команды языка представляют собой сочетание кода из двух букв и следующих за ним дополнительных параметров. Каждая команда заканчивается точкой с запятой. Координаты пера задаются в наименьших единицах, поддерживаемых плоттерами производства HP — 25 мкм (то есть 40 единиц на миллиметр, 1016 на дюйм) и задаются числами с плавающей точкой (запятой) в пределах ±230. Перечисление координат и других параметров, указанных в качестве параметра команды разделяются запятой, пробелы после запятой и кода команды необязательны, эквивалентно, например, PA 0, 0; и PA0,0.
Основные команды отрисовки и перемещения пера без отрисовки это PD и PU, например, отрисовка отрезка прямой от текущих координат пера до указанных в команде координат, здесь x = 55 и y = 99 PD55,99;.
Дуга может выводиться на отрисовку следующей командой:
```
AA X0,Y0, А;
```

здесь AA — код команды, аббревиатура от Arc Absolute, координаты указаны в абсолютной системе координат плоттера;
X0, Y0 — абсолютные координаты центра дуги;
A — угол прочерчиваемой дуги в градусах против часовой стрелке, если число положительное и по часовой стрелке, если число отрицательное.
Начало дуги задаётся координатами текущего положения пера {\displaystyle X_{t},Y_{t},} поэтому радиус дуги {\displaystyle R} будет равен расстоянию между точкой с текущими координатами пера и указанным в команде точкой центра дуги, то есть {\displaystyle R={\sqrt {(X_{t}-X_{0})^{2}+(Y_{t}-Y_{0})^{2}}}.}
Конкретный пример отрисовки дуги:
```
PA 0, 0;
PD;
AA0,100,180;
PU;
```

Последовательность этих команд начертит полуокружность с центром в точке (0, 100) началом дуги в начале координат и диаметром 200. Команды PD и PU — команды опускания и поднятия пера.
Обычно HPGL файлы начинаются с нескольких команд, устанавливающие начальные настройки плоттера за которыми следует последовательность графических команд. Например:
| Команда                    | Значение                                                                                               |
| -------------------------- | --- |
| IN;                        | инициализация процесса черчения                                                                        |
| IP;                        | определяет начальную точку, в данном случае по умолчанию 0,0                                           |
| SC0,100,0,100;             | устанавливает размеры страницы от 0 до 100 в направлениях X и Y                                        |
| SP1;                       | выбирает перо 1                                                                                        |
| PU0,0;                     | перемещает перо в начальную позицию                                                                    |
| PD100,0,100,100,0,100,0,0; | опускает и двигает перо по заданным позициям (чертит прямоугольник вокруг страницы)                    |
| PU50,50;                   | поднимает и перемещает перо в позицию 50,50                                                            |
| CI25;                      | чертит окружность с радиусом 25                                                                        |
| SS;                        | выбирает стандартный шрифт                                                                             |
| DT*,1;                     | устанавливает в качестве текстового разделителя символ * и запрещает его печать на бумаге (1 — «true») |
| PU20,80;                   | поднимает и перемещает перо в позицию 20,80                                                            |
| LBHello World*;            | чертит надпись                                                                                         |

## HP-GL/2
Первоначальный язык HP-GL не поддерживал задание ширины линий. Этот параметр определялся номерами перьев, устанавливаемыми в плоттер. С появлением первых струйных плоттеров ширина линий «перьев», указанных в HPGL-файлах, должна была устанавливаться на плоттере для каждого пера, что представляло собой довольно трудоемкий процесс, чреватый ошибками. В версии языка HP-GL/2 данная возможность была предусмотрена непосредственно на уровне языка, что позволило назначать автоматически ширину линий на этапе создания графического файла в графическом редакторе. Среди прочих улучшений был добавлен вывод файла управления плоттером в двоичном формате. Это уменьшает размер файлов и время на их передачу. Также было увеличено разрешение.